# Grossulariaceae
Grossulariaceae es una familia de plantas del orden saxifragales que consta de dos géneros, siete subgéneros y unas 150 especies.  

## Distribución y hábitat
Habita las regiones frías y húmedas del hemisferio boreal y Sudamérica.

## Descripción
Son arbustos de hoja caduca y espinosos o inerme. Hojas alternas o fasciculadas, simples, palmeadas y lobuladas a menudo veteadas, estípulas ausentes o adnadas a los pecíolos. Las flores se presentan solitarias o en racimos, son bisexuales o unisexuales por aborto. Tubo del cáliz adnado al ovario, lóbulos imbricados. Pétalos libres, más pequeños que los sépalos. Estambres tantos como los pétalos y alternando con ellos. Ovario ínfero, unilocular, muchos óvulos en 2 placentas parietales, estilos 2, casi unidas, estigmas indivisa. Fruto en forma de baya, coronada por el cáliz persistente.

## Taxonomía
La familia fue descrita por  Augustin Pyrame de Candolle y publicado en Flore Française. Troisième Édition 4(2): 405. 1805. El  género tipo es: Grossularia Mill. 

## Géneros
- Grossularia
- Ribes